# Jean de Cooman d'Herlinckhove
Jean de Cooman d'Herlinckhove (Brussel, 9 juli 1901 – aldaar, 18 februari 1992) was een Belgisch bestuurder.

## Levensloop
Als lid van het geslacht De Cooman d'Herlinckhove verwierf hij in 1983 de adellijke titel van baron.
Hij was afgevaardigd bestuurder van Delhaize van 1968 tot 1969 en bestuurder van het Verbond van Belgische Niet-industriële Ondernemingen (VBNIO).